# Tats (grupo étnico)
Los tats son un pueblo iranio que actualmente vive en Azerbaiyán, Armenia, y Rusia (sobre todo en el sur de Daguestán). Se los denomina, dependiendo de la región: Tati, Parsi, Daghli y Lohijon. Utilizan la lengua tati, que es una lengua irania occidental, y que también se habla en Azerbaiyán y Rusia entre los tats. Son principalmente musulmanes chiíes, con un número considerable de musulmanes suníes.

## Historia
Las menciones más tempranas sobre la presencia de persas en Transcaucasia se refiere a la expansión militar de los aqueménidas (558-330 aC), durante la cual se anexa a Transcaucasia como las X, XI, XVIII, y XIX satrapías del Imperio Aqueménida. Esta información ha sido verificada por investigadores arqueológicos del territorio de Azerbaiyán, Armenia y Georgia, mediante investigaciones en las ruinas de la arquitectura aqueménida, donde se descubrieron piezas de joyería y vajilla.
Sin embargo, no ha sido posible encontrar más información sobre la población numerosa o permanente de Persia en Transcaucasia desde el período Aqueménida. Lo más probable es suponer que los ancestros de los modernos tats fueron reasentados en Transcaucasia en el tiempo de la dinastía de los sasánidas ((III-VII dC), que construyeron y fundaron guarniciones militares para fortalecer sus posiciones en esta región.
Shah Khosrau I Anoushirvan (531-579) había otorgado un título de regente de Shirvan (la región del este de Transcaucasia) a un pariente cercano suyo, que luego se convirtió en el progenitor de la primera dinastía Shirvanshah (cerca de 510 – 1538).
Después de que la región fuese conquistada por los árabes (siglos VII-VIII), comenzó la islamización de la población local. Desde el siglo XI la tribu oghuz, dirigida por la dinastía selyúcida comenzó a penetrar en la región. Dando comienzo a una formación gradual de turcos azeríes. Aparentemente, en este período un nombre extranjero «tat» o «tati» se le asignó al dialecto transcaucásico de la lengua persa. Este nombre surgió del término turco «tat», que designó la reiterada de los agricultores (principalmente persas).
Los mongoles conquistaron Transcaucasia en 1130 y el estado de Ilkhanate fue fundado. La dominación mongola duró desde 1360 hasta 1370, pero eso no detuvo al desarrollo de la agricultura - poetas y científicos prominentes vivieron y trabajaron allí durante los siglos XIII y XIV.
Al final del siglo XIV, Transcaucasia fue invadida por el ejército de Tamerlán. A finales de los siglos XIV y XV, el Estado de Shirvanshahs desarrolló un poder considerable, sus relaciones diplomáticas y económicas se habían hecho más fuerte. A mitad del siglo XVI, el Estado de Shirvanshahs había sido eliminado, y Transcaucasia se había sumado al Irán safávida casi por completo.
A mediados del siglo XVIII, Rusia comenzó a ampliar su influencia en Transcaucasia. En el curso de las guerras ruso-persas entre 1803 y 1828, la región de Transcaucasia pasó a formar parte del Imperio Ruso.
A partir de esa época, se disponen de datos sobre la cantidad y localización de los tats, recogidos por las autoridades zaristas. Cuando la ciudad de Bakú fue ocupada a comienzos del siglo XIX, toda la población de la ciudad (cerca de 8000 personas) eran tats. Este fue un resultado oficial del primer censo de la población de Bakú, realizado por las autoridades zaristas.
También de acuerdo con el libro del siglo XIX Golestan-e-Aram, del escritor Abbasqulu Bakikhanov, el tati se extendió a muchas áreas de Shamakhi, Bakú, Darband y Guba.
Bakikhanov, el historiador local de Bakú afirma:
“Hay ocho pueblos en Tabarsaran que son: Jalqan, Rukan, Maqatir, Kamakh, Ridiyan, Homeydi, Mata'i, y Bilhadi. Se encuentran en los alrededores de la ciudad que Anushiravan construyó cerca de la pared de Darband. Sus restos todavía están allí. Hablan el lenguaje tat, que es una de las lenguas de la antigua Persia. Es claro que son de las personas de Fars y después de su construcción establecieron esos pueblos... Los distritos situados entre las ciudades de Shamakhi y Qodyal, que ahora es la ciudad de Qobbeh, incluye Howz, Lahej, y Qoshunlu en Shirvan y Barmak, Sheshpareh y la parte inferior de Boduq en Qobbeh, y todo el país de Bakú, excepto seis pueblos de Turkmen, que hablan Tat. Se hace evidente de esto que son originarios de Fars."
De acuerdo con el "Calendario de Cáucaso" del año 1894 hay 124693 Tats en Transcaucasia. Debido a la gradual difusión de turcos azeríes, el tati quedó fuera de uso. Durante el período soviético, a finales de 1939 el término oficial «Azerbaijani» fue introducido, que la autoconciencia de los Tats ha cambiado mucho. Muchos de ellos comenzaron a llamarse a sí mismos «Azerbaijani», si en 1926 cerca de 28443 de Tats se habían contado, en 1989 solo 10239 se reconocían a sí mismos como Tats.
Hay un número de tats viviendo en la parte oriental de Turkmenistán.
En el año 2005 en las investigaciones americanas, que llevó a cabo investigaciones en muchos pueblos de Guba, Devechi, Khizi, Siyazan, Ismailli y Shemakha en los distritos de la República de Azerbaiyán, indicó 15553 de Tats en esos pueblos.
Si bien no existe información precisa sobre el número de personas que hablan tati, se supone que hay alrededor de varios miles de hablantes nativos de tati que viven en algunos pueblos de Guba, Devechi, Khizi, Siyazan, Ismailli y Shemakha.

## Agricultura
Las ocupaciones tradicionales de la población tati son la agricultura, el cultivo de hortalizas, la horticultura y la cría de ganado. Los cultivos principales son la cebada, el centeno, el trigo, el mijo, el girasol, maíz, patatas y guisantes. Existen grandes extensions con viñedos y huertos de frutas. Ovejas, vacas, caballos, asnos, búfalos, y camellos se mantienen como ganado doméstico.
Las paredes en las casas son de color blanco. Las casas están hechas de bloques de piedra caliza rectangular. El techo es plano con una abertura para el tubo de chimenea. El almacén superior de la casa se utilizan para habitaciones; cuartos de hogar (como cocinas, etc.) que están situadas en la planta baja. Una de las paredes de la sala contaba con varios nichos para guardar la ropa, ropa y vajillas. Las habitaciones están iluminadas por lámparas o a través de aberturas del techo. Los muebles de la casa consisten en pocos sillones, alfombras y camas. Las chimeneas, braseros y hornos se utilizan para la calefacción.
El patio cerrado tenía un jardín. Había terrazas (ayvan), un drenaje pavimentado o una pequeña cuenca (tendir), cubierta de establos y gallineros.

## Religión
Originalmente persas, al igual que la mayoría de las personas de Irán, eran zoroastiranos. Después de haber sido conquistada por Rashidum Califato, el Islam se extendió ampliamente. Hoy en día, los tats son musulmanes chiitas, con un número considerable de musulmanes suníes.

## Cultura
Durante un largo período de tiempo, los colonos persas de Transcaucasia han interactuado con los grupos étnicos que están a los alrededores compartiendo su cultura y adoptando algunos elementos de otras culturas al mismo tiempo. Las artes útiles, como la fabricación de alfombras, tejidos a mano, la fabricación de tejidos metálicos, estampados e incrustaciones son muy desarrollados. Las artes del diseño ornamental y miniaturas también son populares.
El arte popular de los tats es muy rico. Los géneros de la poesía nacional como ruba’is, ghazals, beyts están muy desarrollados. Mientras se estudian obras de poetas persas medievales de Transcaucasia - Khaqani Nezami - algunos rasgos distintivos propios de la lengua Tati son revelados.
Como resultado de la existencia histórica de tats y turcos azeríes, hay un montón de características comunes en el campo de la agricultura, economía doméstica y cultura que se han desarrollado. El folclore moderno de Azerbaiyán ha crecido del sustrato iraní.
La ropa tradicional de mujer comprende, camisa larga, pantalones anchos por fuera, vestidos de línea delgada, vestidos desabrochados, pañuelos en la cabeza, y medias de Marruecos. Mientras que la vestimenta del hombre es un abrigo circasiano, piel de alta capitalización. Un número grande de tats viven en las montañas, trabajan para la industria, y se han formado grupos sociales de intelectualidad.